# Rudkøbing Cykelbane
Rudkøbing Cykelbane var Danmarks anden cykelbane anlagt 1887 af købmanden og teglværksejeren Ferdinand Christensen (1840-92) i Fredeskoven ved Rudkøbing. I den gamle skov er opsat en mindesten for Ferdinand Christensen.